# Ricardo Job Estévão
Ricardo Job Estévão (sinh ngày 22 tháng 8 năm 1987 ở Moxico, Angola), hay Job, là một tiền vệ bóng đá người Angola, thi đấu cho Petro Atlético ở Girabola.

## Sự nghiệp
Job hiện tại thi đấu cho Petro Atlético in the capital Luanda kể từ năm 2008, he has previously thi đấu cho Atlético Sport Aviação.

## Sự nghiệp quốc tế
Job has 16 caps for the national team và has scored one goal as well. He was called in the squad for the Cúp bóng đá châu Phi 2010.

### Bàn thắng quốc tế
Tỉ số và kết quả liệt kê bàn thắng của Angola trước.
| #  | Ngày                | Địa điểm                                           | Đối thủ   | Tỉ số | Kết quả | Giải đấu                                         |
| -- | ------------------- | -------------------------------------------------- | --------- | ----- | ------- | ------------------------------------------------ |
| 1. | 1 tháng 6 năm 2008  | Sân vận động Coqueiros, Luanda, Angola             | Bénin     | 2–0   | 3–0     | Vòng loại giải vô địch bóng đá thế giới 2010     |
| 2. | 3 tháng 3 năm 2010  | Sân vận động 11 tháng 11, Luanda, Angola           | Latvia    | 1–1   | 1–1     | Giao hữu                                         |
| 3. | 15 tháng 6 năm 2013 | Sân vận động Quốc gia, Kampala, Uganda             | Uganda    | 1–0   | 1–1     | Vòng loại giải vô địch bóng đá thế giới 2014     |
| 4. | 23 tháng 6 năm 2013 | Sân vận động Quốc gia Somhlolo, Lobamba, Swaziland | Eswatini  | 1–0   | 1–0     | 2014 Giải vô địch bóng đá châu Phi qualification |
| 5. | 16 tháng 7 năm 2017 | Sân vận động Anjalay, Belle Vue Maurel, Mauritius  | Mauritius | 1–0   | 1–0     | Vòng loại Giải vô địch bóng đá châu Phi 2018     |
| 6. | 23 tháng 7 năm 2017 | Sân vận động 11 tháng 11, Luanda, Angola           | Mauritius | 1–0   | 3–2     | Vòng loại Giải vô địch bóng đá châu Phi 2018     |
| 7. | 20 tháng 1 năm 2018 | Sân vận động Adrar, Agadir, Maroc                  | Cameroon  | 1–0   | 1–0     | Giải vô địch bóng đá châu Phi 2018               |